# Distrito de Idukki
Idukki (en malayalam; ഇടുക്കി ജില്ല) es un distrito de India, en el estado de Kerala. 
Comprende una superficie de 4479 km². Según el censo de 2011, contaba con una población total de 1 107 453 habitantes.
El centro administrativo es la localidad de Painavu. El nombre del distrito procede de la localidad de Idukki, en cuyo territorio administrativo se ubica Painavu.
La mayoría de la población está formada a partes iguales por hinduistas (48,86%) y cristianos (43,42%), habiendo además una pequeña minoría de musulmanes (7,41%). Los idiomas principales del distrito son el malabar (81,97%) y el tamil (17,48%). La alfabetización alcanza al 92,2% de la población.

## Organización territorial
Se divide en cinco talukas: Devikulam, Peermade, Udumbanchola (con capital en Nedumkandam), Idukki (con capital en Painavu) y Thodupuzha. En cuanto a la autonomía local específica de las ciudades, en el distrito hay dos ciudades que funcionan como municipios: Thodupuzha y Kattappana.